# Massachusetts General Hospital
O Massachusetts General Hospital (MGH) é um hospital localizado em Boston, Massachusetts, Estados Unidos.
O hospital foi designado, em 30 de dezembro de 1970, um edifício do Registro Nacional de Lugares Históricos bem como, na mesma data, um Marco Histórico Nacional.

## História
É vinculado à Harvard Medical School e é o terceiro mais antigo hospital dos Estados Unidos. Foi considerado o segundo melhor hospital no ranking dos hospitais norte americanos pela U.S News and World Report de 2013-2014.